# Brücke Dornheimer Weg
Die Brücke Dornheimer Weg ist eine Straßenbrücke, die das nördliche Gleisvorfeld des Hauptbahnhofs in Darmstadt überspannt. Sie steht unter Denkmalschutz.

## Geschichte
Die Stahlbrücke verbindet die Bismarckstraße mit den westlich vom Hauptbahnhof liegenden Stadtgebieten. Das Bauwerk wurde im Zuge des Neubaus des Darmstädter Hauptbahnhofs in den Jahren 1909 und 1910 nach einem Entwurf des Architekten Friedrich Mettegang, der als Baurat bei der Eisenbahndirektion Mainz arbeitete, errichtet. Es sollte um unter anderen die Bahnarbeitersiedlung und die Werkstätte am Dornheimer Weg, die für die Wartung der Lokomotiven zuständig war, erschließen. Den Brückenüberbau lieferte und montierte die "Darmstädter Eisenbauanstalt Georg Donges".
Ab 1918 führte über die Brücke ein Straßenbahngleis einer Anschlussstrecke für Material- und Brennstoff-Transporte zum südlich des Dornheimer Wegs liegenden Elektrizitätswerk. Von 1929 bis 1968 wurde auf der eingleisigen Stichstrecke, die am Rodensteinweg endete, auch Personenverkehr durchgeführt.
Die Brücke wurde im Zweiten Weltkrieg durch Bomben beschädigt. Bei der Elektrifizierung der Bahnstrecken im Raum Darmstadt wurde die Brücke Mitte der 1950er Jahre um ca. einen halben Meter angehoben; das lässt sich an der einstigen steinernen Sitzbank unmittelbar neben dem Wasserturm erkennen: Die Sitzfläche bildet heute eine Ebene mit der Bismarckstraße.
Zwischen 2002 und 2004 ließ der Eigentümer, die Stadt Darmstadt, eine umfangreiche Instandsetzung mit einer Erneuerung der außenliegenden Geh- und Radwege durchführen.

## Konstruktion
Die 162,6 m lange stählerne Fachwerkbrücke überspannt mit drei Öffnungen und Stützweiten von 48 m in den beiden Endfeldern sowie 66,6 m bei dem mittleren Feld die 23 Gleise des Hauptbahnhofs. Die 15,2 m breite Brücke hat eine 9,0 m breite orthotrope Fahrbahnplatte mit zwei Fahrstreifen und beidseitig 2,8 m breite Geh- und Radwege. Die genietete Fachwerkkonstruktion hat zwei maximal rund 10 m hohe Hauptfachwerkträger, die über den beiden Pfeilern durch Portalbögen in Querrichtung statisch ausgesteift sind.
Unter anderem beleuchten vier dem Jugendstil nachempfundene Hängelampen die Fußwege im Bereich der Portale.

## Bildergalerie

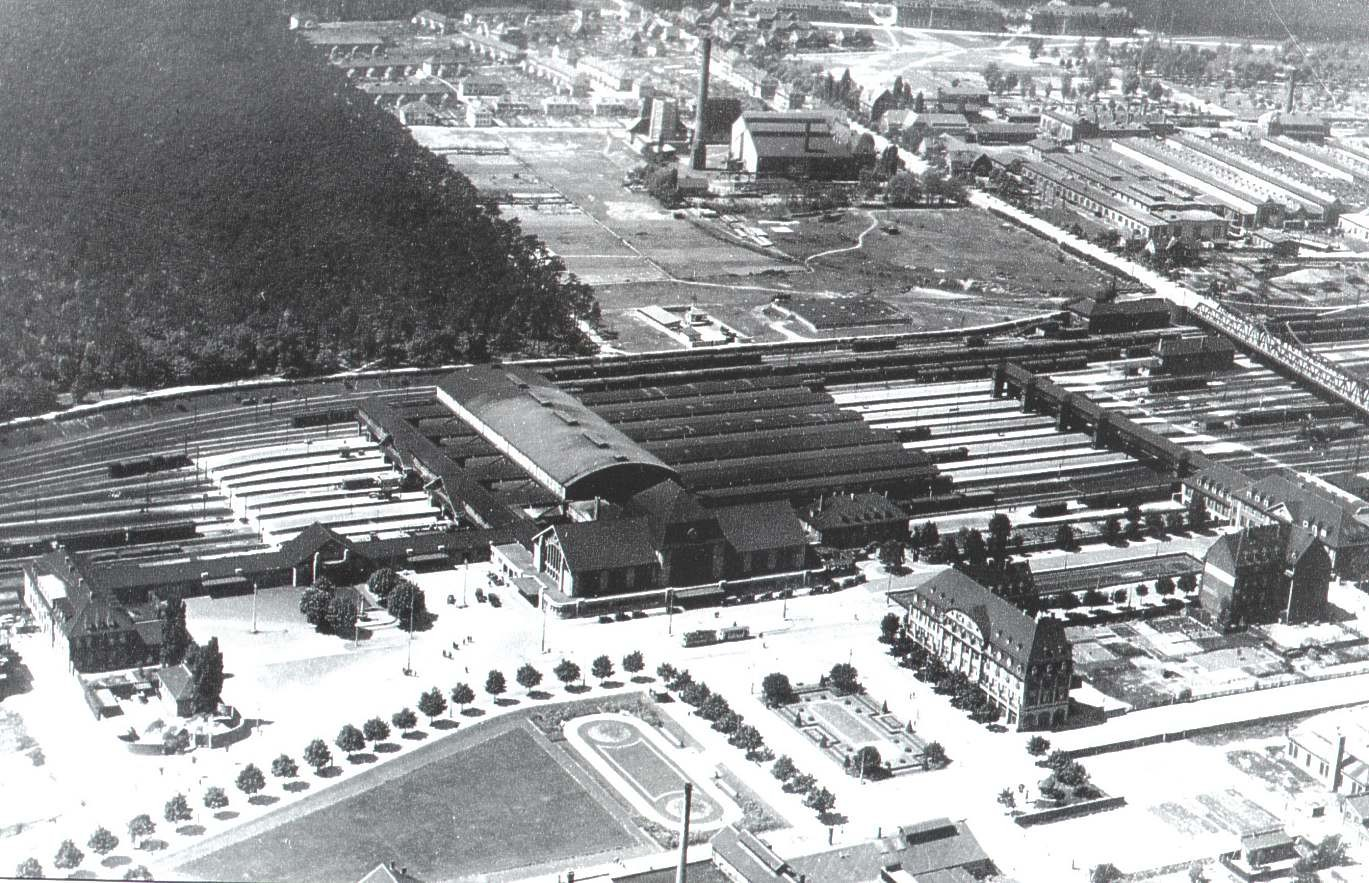
Luftaufnahme vom Darmstädter Hauptbahnhof; am rechten Bildrand befindet sich die Brücke (1912)
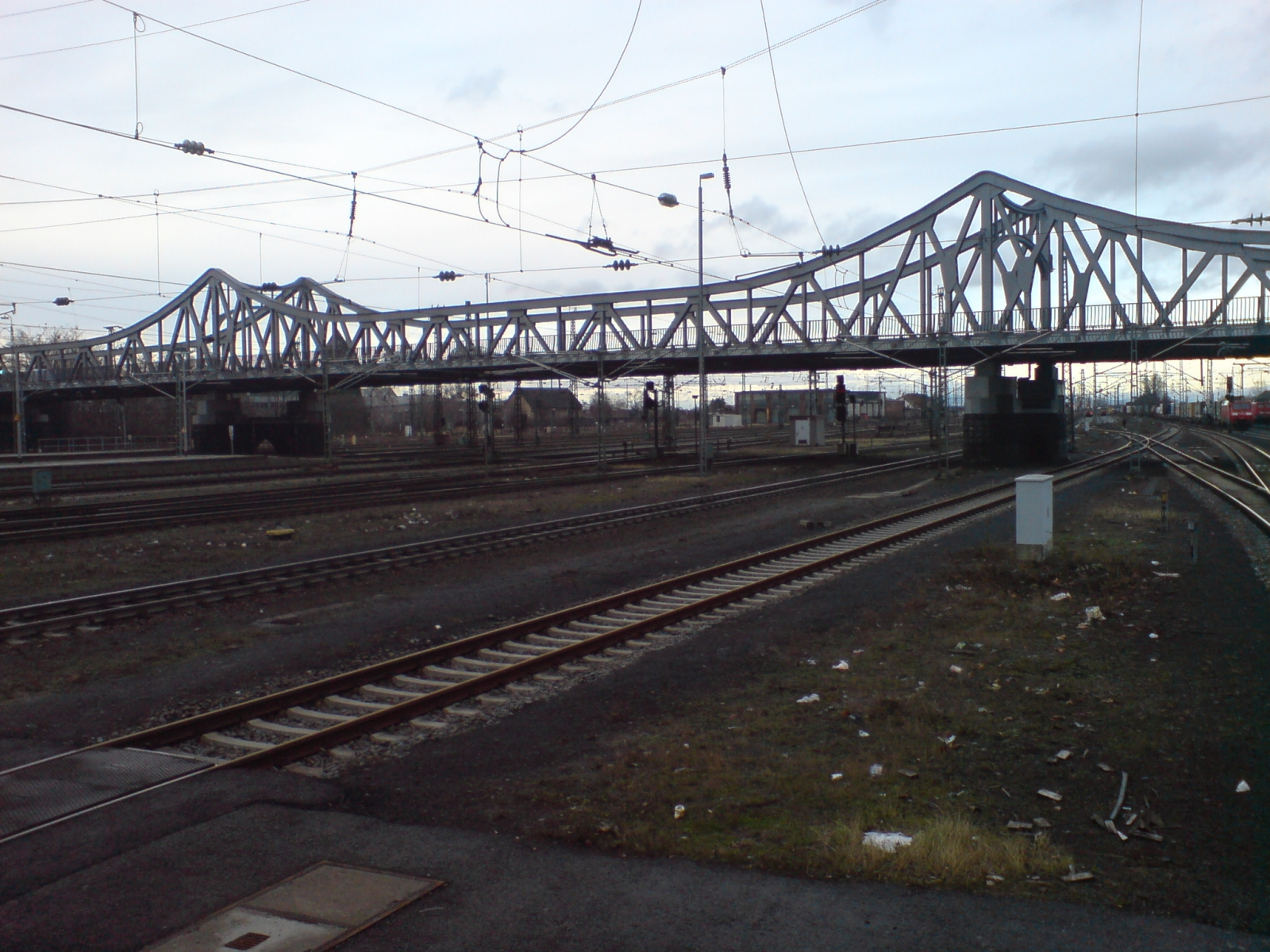
Brücke; Blickrichtung: Nordwest (2009)
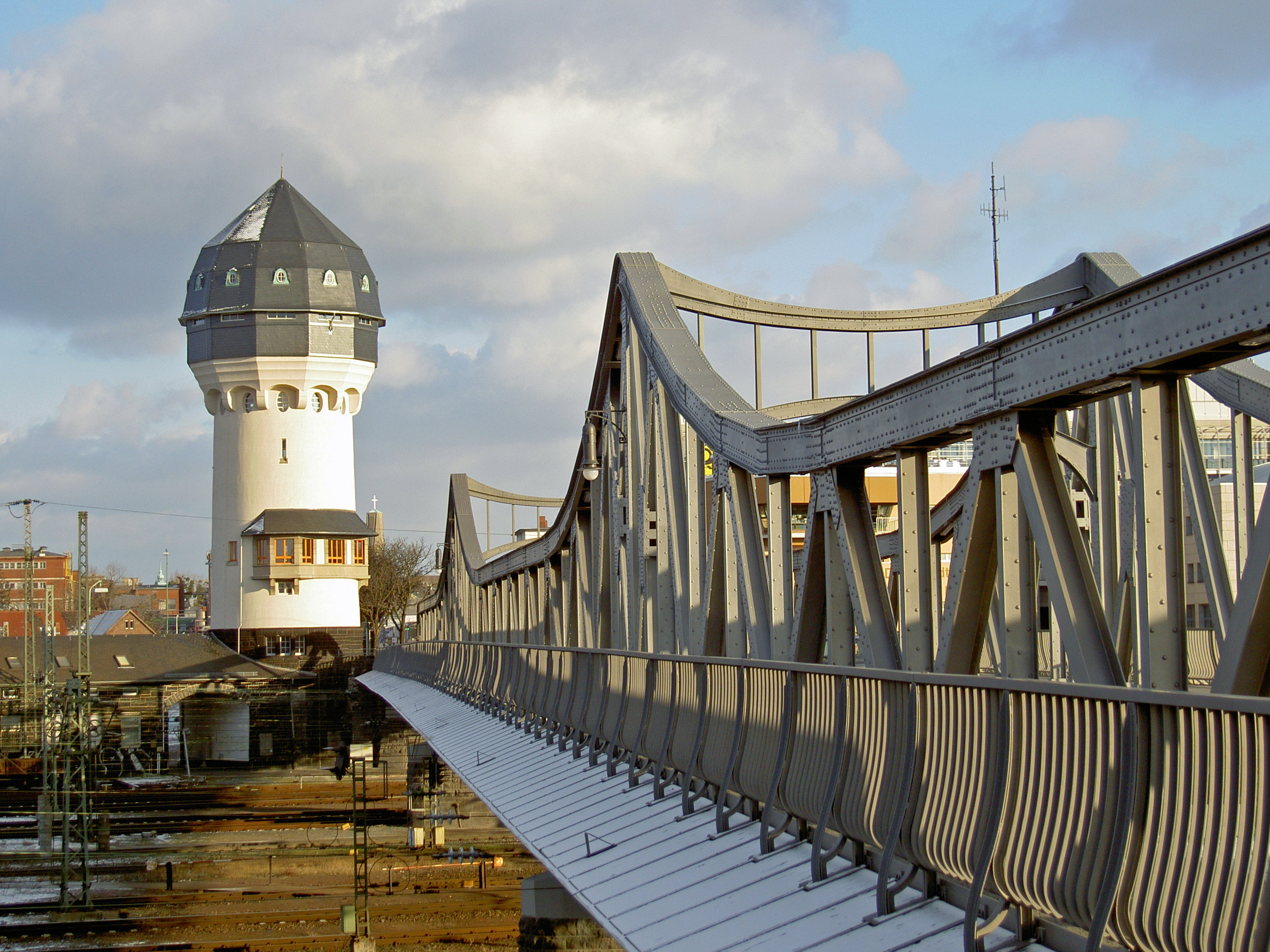
Brücke und Wasserturm; Blickrichtung: Ost (2005)
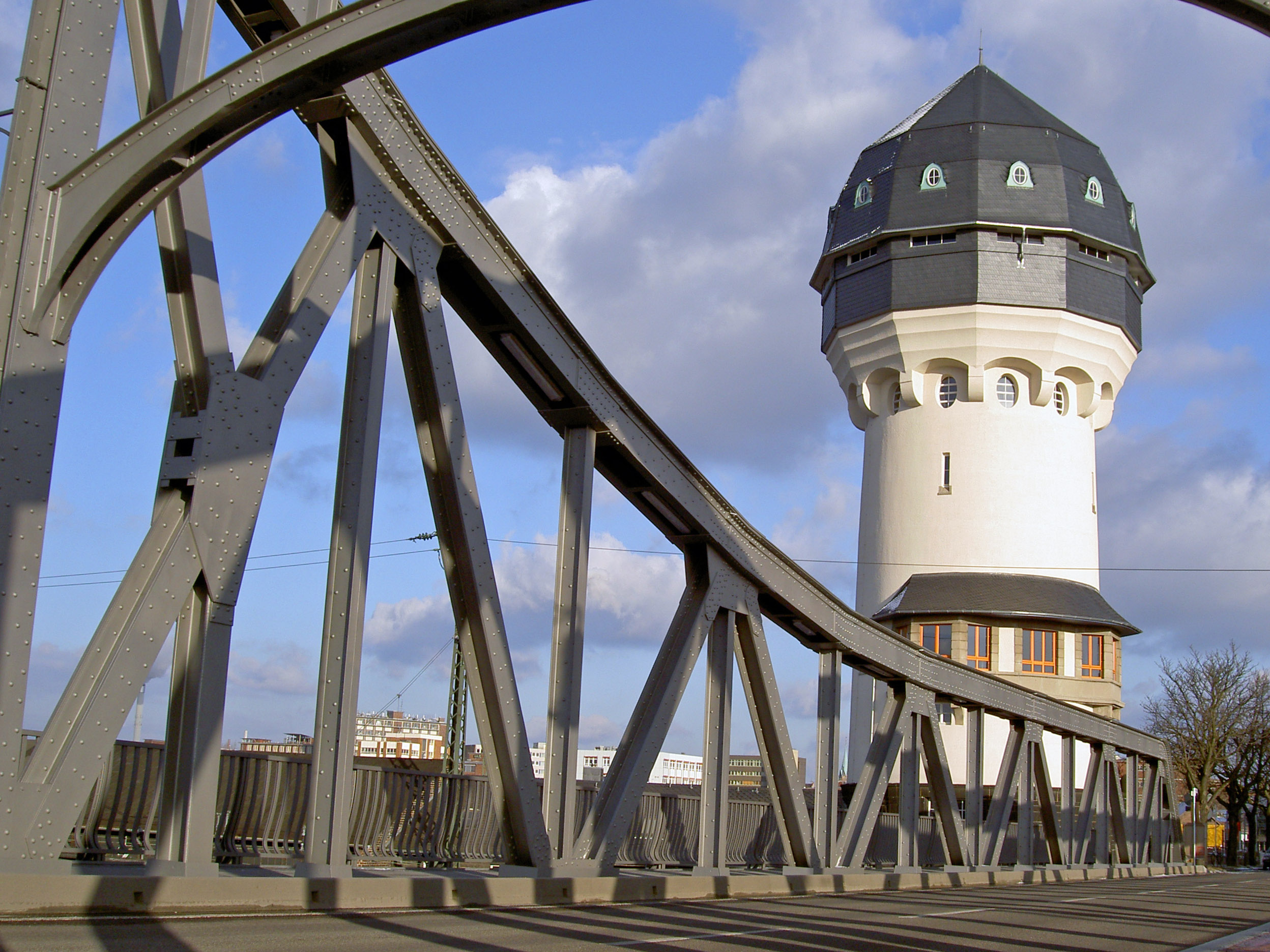
Brücke und Wasserturm; Blickrichtung: Nordost (2005)
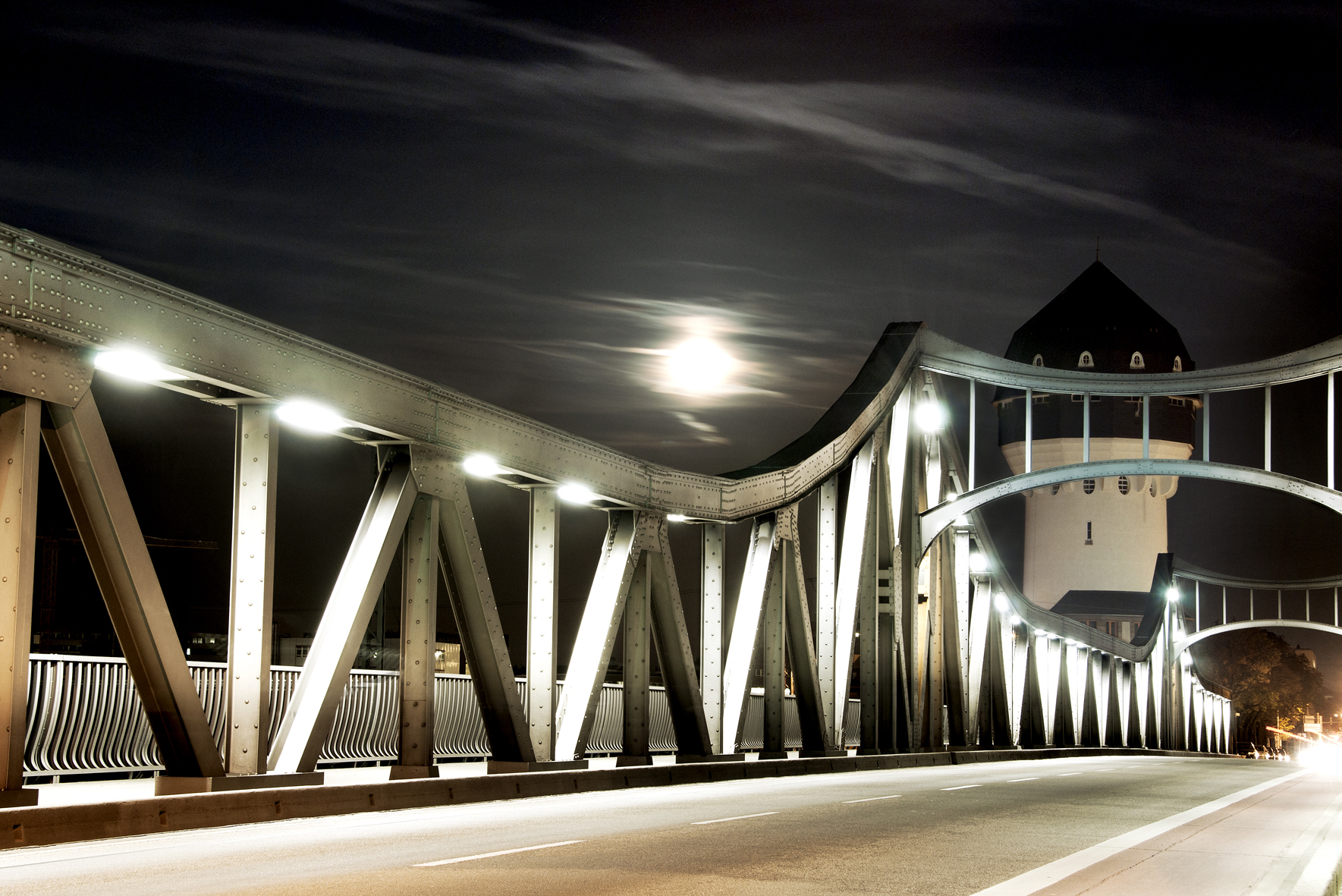
Brücke und Wasserturm bei Nacht; Blickrichtung: Nordost (2012)
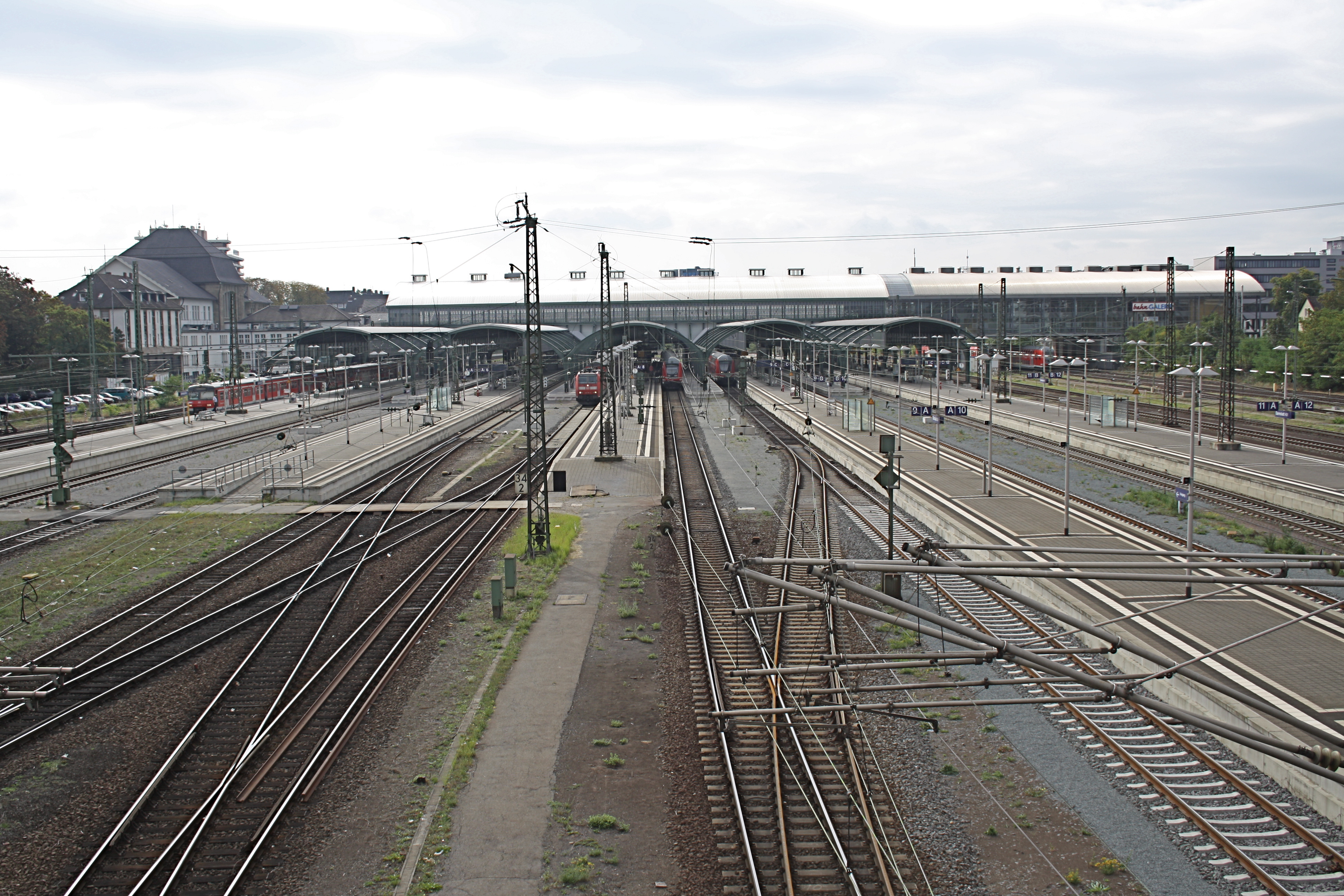
Blick von der Brücke auf den Darmstädter Hauptbahnhof (2009)